# Parasmodix quadrituberculata
Parasmodix quadrituberculata är en spindelart som beskrevs av Jean-François Jézéquel 1966. Parasmodix quadrituberculata ingår i släktet Parasmodix och familjen krabbspindlar.
Artens utbredningsområde är Elfenbenskusten. Inga underarter finns listade i Catalogue of Life.